# سعود المزيعل
سعود المزيعل ، (1981-) مغني شعبي ومقدم برامج وصحفي كويتي، أشتهر باعداد وتقديم البرامج الفنية والتراثية الكويتية والخليجية المنوعة بالاذاعات الخاصة والحكومية وتلفزيون الكويت عبر برنامج ليالي الكويت وبرنامج دهن العود مع سعود.

## نشاته وسيرته الذاتية
ولد الفنان سعود ناصر الحنيف المزيعل في الكويت وتحديدا في قرية الفنطاس بتاريخ (25 مارس 1981)، وهو النجل الاصغر والاخير لاهم رجالات العلم والادب والدين والشعر بدولة الكويت وقرية الفنطاس وهو الملا ناصر الحنيف المزيعل، ويحمل الفنان سعود المزيعل مؤهل دبلوم خدمة اجتماعية، وهو ناشط في العمل التطوعي والخيري والوطني منذ عام 2001 في أكثر من جمعية نفع عام ولجنة، ومغني ومقدم برامج وصحفي منذ عام 2002، وباحث (مهتم) بالتراث الكويتي والخليجي.

## نشاطه الغنائي
مارس سعود المزيعل الغناء التراثي الشعبي منذ عام 2014 ، وواصل الغناء في الجلسات الشعبية الكويتية المنوعة، كما انه شارك في عدة برامج غنائية في إذاعة دولة الكويت، وإذاعة مارينا fm ، وإذاعة نبض الكويت، كما قام بتقديم جلسات غنائية بتلفزيون دولة الكويت وبرنامج ليالي الكويت، بالإضافة الي تقديمه جلسات غنائية عبر برنامج بوشية، برنامج ليلة خميس، كما شارك بالغناء مع كبار الفن الشعبي والمطربين داخل وخارج الكويت، ولديه فرقة خاصة بالفنون الشعبية.

## نشاطه الصحفي
- عمل مسؤول علاقات عامة وإعلام في دار شيماء الملا للنشر والتوزيع.
- موظف في وزارة الاعلام – تلفزيون دولة الكويت.
- عمل كاتب صحفي بالصحافة الكويتية:

1. جريدة الرأي العام.
2. مجلة النهضة.
3. مجلة المجالس.

## التاليف
- لديه كتاب بعنوان (حدثوني فقالوا) - جمع فيه كل حواراته مع المشاهير بالكويت والخليج والوطن العربي.